# Janssenmolen
De Molen van Janssen in het Limburgse Oirsbeek, gemeente Beekdaelen, is een beltmolen die in 1877-1878 gebouwd werd en tot in de jaren 40 van de 20e eeuw als windaangedreven korenmolen dienstdeed. In 1970 is de molen door de familie Janssen verkocht aan de toenmalige gemeente Oirsbeek, die de Janssenmolen van 1975 tot 1978 restaureerde. In 2008 verkocht de toenmalige gemeente Schinnen de Janssenmolen voor een symbolisch bedrag aan de Stichting Smile Erfgoed. De molen is een rijksmonument. In december 2011 kocht Stichting Het Limburgs Landschap voor het symbolische bedrag van 1 euro de Janssenmolen van de toenmalige gemeente Schinnen omdat Het Limburgs Landschap de verplichting op zich nam om de molen weer op te knappen. In de afgelopen periode onderging de molen daarom een flinke opknapbeurt en nu is de molen weer maalvaardig. De molen wordt vanaf nu ook weer periodiek opengesteld voor het publiek. 
De molen heeft een ronde, uit baksteen opgetrokken romp met houten kap die is gedekt met dakleer en heeft een vlucht van 24,8 meter. De molen is voorzien van een Engels kruiwerk en kruilier en een Vlaamse vang (vangtrommel). Momenteel is de Janssenmolen iedere 1e en 3e zaterdag van de maand open voor publiek. Bij voldoende wind wordt er Kollenberger Spelt gemalen. 
Ongeveer honderd meter oostelijker stond tot 1920 een oudere molen, de Molen van Dortants, waarvan thans enkel de romp resteert.